# Mas-d'Orcières
Mas-d'Orcières is een plaats en voormalige gemeente in het Franse departement Lozère in de regio Occitanie en telt 140 inwoners (2005). De plaats maakt deel uit van het arrondissement Mende.

## Geschiedenis
Mas-d'Orcières is op 1 januari 2017 gefuseerd met de gemeenten Bagnols-les-Bains, Belvezet, Le Bleymard, Chasseradès en Saint-Julien-du-Tournel tot de gemeente Mont Lozère et Goulet. 

## Geografie
De oppervlakte van Mas-d'Orcières bedraagt 33,5 km², de bevolkingsdichtheid is 4,2 inwoners per km².
De onderstaande kaart toont de ligging van Mas-d'Orcières met de belangrijkste infrastructuur en aangrenzende gemeenten.

## Demografie
Onderstaande figuur toont het verloop van het inwonertal.
Bagnols-les-Bains · Belvezet · Le Bleymard · Chasseradès · Mas-d'Orcières · Saint-Julien-du-Tournel